# Wien-Umgebung
Wien-Umgebung var ett distrikt i det österrikiska förbundslandet Niederösterreich. Det upphörde 31 dec 2016 och de ingående städerna och kommunerna fördelades på kringliggande distrikt. Det bestod av följande städer, köpingar och kommuner:
Städer
- Fischamend
- Gerasdorf bei Wien
- Klosterneuburg
- Purkersdorf
- Schwechat

Köpingar
- Gablitz
- Gramatneusiedl
- Himberg
- Leopoldsdorf
- Mauerbach
- Pressbaum
- Schwadorf
- Tullnerbach

Landskommuner
- Ebergassing
- Klein-Neusiedl
- Lanzendorf
- Maria-Lanzendorf
- Moosbrunn
- Rauchenwarth
- Wolfsgraben
- Zwölfaxing